# Hamide Bıkçın Tosun
Hamide Bıkçın Tosun (n. 24 ianuarie 1978, Turcia) este o sportivă ce a reprezentat Turcia, medaliată olimpică. A participat la o ediție a Jocurilor Olimpice (2000) în care a câștigat o medalie de bronz.